# Julien Gosselin
Julien Gosselin, född 10 april 1987 och uppvuxen i Oye-Plage i Nord-Pas-de-Calais, är en fransk teaterregissör.

## Biografi
Julien Gosselin är utbildad på École professionnelle supérieure d'art dramatique vid Théâtre du Nord i Lille. 2009 grundade han tillsammans med vänner teatergruppen Si vous pouviez lécher mon cœur, namngiven efter en replik i filmen Shoah, där en av hans första uppsättningar var Tristesse animal noir (Schwarzes Tier Traurigkeit / Svarta djuret sorg) av den tyska dramatikern Anja Hilling. 2014 väckte han stor uppmärksamhet på Avignonfestivalen med sin iscensättning av Michel Houellebecqs roman Les Particules élémentaires (Elementarpartiklarna) som också bjöds in till Festival d'automne i Paris och Berliner Festspiele. 2016 gjorde han på nytt succé på Avignonfestivalen med iscensättningen av chilenaren Roberto Bolaños posthuma roman 2666 som även den spelades på Festival d'automne.